# Podwólka (województwo mazowieckie)
Podwólka – osada w Polsce położona w województwie mazowieckim, w powiecie przysuskim, w gminie Klwów.
W latach 1975–1998 miejscowość administracyjnie należała do województwa radomskiego.